# 第22即応機動連隊
第22即応機動連隊（だいにじゅうにそくおうきどうれんたい、JGSDF 22nd Rapid Deployment Regiment）は、陸上自衛隊多賀城駐屯地（宮城県 多賀城市）に連隊主力が駐屯する第6師団隷下の即応機動連隊である。

## 概要
連隊本部、3個普通科中隊、火力支援中隊、機動戦闘車隊により編成され、連隊本部、本部管理中隊、3個普通科中隊、火力支援中隊は多賀城駐屯地に、機動戦闘車隊は母体となった第6戦車大隊が駐屯していた大和駐屯地に配置されている。連隊長は1等陸佐（二）をもって充てられる。
26中期防に基づき、編成された2個即応機動連隊（諸職種混成の戦闘団に準ずる部隊）のうちのひとつで、第22普通科連隊を基幹として第6戦車大隊、第6特科連隊、第6高射特科大隊の一部を統合し再編された。
訓練は王城寺原演習場などで実施する。

## 沿革
第22普通科連隊
- 1958年（昭和33年）6月17日：第22普通科連隊が南仙台駐屯地において編成完結。
- 1961年（昭和36年）8月5日：第22普通科連隊（第1・第3大隊欠）が南仙台駐屯地から多賀城駐屯地に移駐[1]。
- 1962年（昭和37年）8月15日：第6管区隊の第6師団への改編に伴い、連隊再編。本部管理中隊、4個普通科中隊および重迫撃砲中隊の編成となる。
- 1990年（平成02年）3月26日：第6師団の近代化改編により、自動車化連隊に改編。
- 1999年（平成11年）3月26日：第6対戦車隊の廃止に伴い、対戦車中隊を新編。

- 2006年（平成18年）3月27日：第6師団の即応近代化改編

1. 軽装甲機動車、01式軽対戦車誘導弾が配備。
2. 後方支援体制変換に伴い、整備部門を第6後方支援連隊第2整備大隊第2普通科直接支援中隊へ移管。

- 2018年（平成30年）
  - 3月27日：対戦車中隊を廃止し、本部管理中隊に対戦車小隊（中距離多目的誘導弾を装備）を新編[2]。
  - 8月1日：郡山駐屯地、仙台駐屯地、八戸駐屯地等から招集した野戦特科隊員を基幹とした新重迫撃砲中隊が始動。

※連隊の即応機動連隊化に向けた各中隊の慣熟訓練のため、師団内の第6戦車大隊から複数両の96式装輪装甲車（B型・Ⅱ型のB型）が一時的な管理替えで連隊本部に配備される。
第22即応機動連隊
- 2019年（平成31年）3月26日：第22普通科連隊（多賀城駐屯地）が第22即応機動連隊に改編され、多賀城駐屯地において編成完結[3][4]。

## 警備隊区
多賀城市、塩竈市、東松島市、石巻市、名取市、岩沼市、登米市、気仙沼市、栗原市、大崎市、仙台市、七ヶ浜町、松島町、女川町、南三陸町、美里町、涌谷町、利府町

## 部隊編成
- 第22即応機動連隊本部（多賀城駐屯地）
  - 第1科（S-1） - 人事 - 第1科広報室
  - 第2科（S-2） - 情報
  - 第3科（S-3） - 作戦（運用訓練）
  - 第4科（S-4） - 兵站
  - 最先任上級曹長（CSM）
- 本部管理中隊 
  - 中隊本部班
  - 連隊本部班：82式指揮通信車
  - 補給小隊：燃料タンク車
  - 通信小隊
  - 狙撃班
  - 衛生小隊：1トン半救急車、96式装輪装甲車
  - 偵察小隊：軽装甲機動車、偵察用オートバイ、UAV
  - 施設作業小隊： 75式ドーザ
  - 対戦車小隊： 中距離多目的誘導弾
  - 高射小隊：93式近距離地対空誘導弾
- 第1普通科中隊 
  - 中隊本部班
  - 第1小銃小隊：96式装輪装甲車
  - 第2小銃小隊：96式装輪装甲車
  - 第3小銃小隊：96式装輪装甲車
  - 迫撃砲小隊：81mm迫撃砲 L16
- 第2普通科中隊 
  - 中隊本部班
  - 第1小銃小隊：96式装輪装甲車
  - 第2小銃小隊：96式装輪装甲車
  - 第3小銃小隊：96式装輪装甲車
  - 迫撃砲小隊：81mm迫撃砲 L16
- 第3普通科中隊 
  - 中隊本部班
  - 第1小銃小隊：96式装輪装甲車
  - 第2小銃小隊：96式装輪装甲車
  - 第3小銃小隊：96式装輪装甲車
  - 迫撃砲小隊：81mm迫撃砲 L16
- 火力支援中隊：120mm迫撃砲 RT
- 機動戦闘車隊（大和駐屯地）旧第6戦車大隊
  - 機動戦闘車隊本部
  - 機動戦闘車隊本部付隊「22即機-戦本」：16式機動戦闘車、96式装輪装甲車、軽装甲機動車
    - 付隊本部
    - 通信班[6]
    - 補給班

  - 第1機動戦闘車中隊「22即機-戦1」：16式機動戦闘車、96式装輪装甲車、軽装甲機動車
  - 第2機動戦闘車中隊「22即機-戦2」：16式機動戦闘車、96式装輪装甲車、軽装甲機動車

## 第22普通科連隊廃止時の編成
- 第22普通科連隊本部
- 本部管理中隊「22普-本」： 82式指揮通信車、軽装甲機動車、偵察用オートバイ、中距離多目的誘導弾等
- 第1普通科中隊「22普-1」：高機動車、81mm迫撃砲 L16
- 第2普通科中隊「22普-2」：高機動車、81mm迫撃砲 L16
- 第3普通科中隊「22普-3」：高機動車、81mm迫撃砲 L16
- 第4普通科中隊「22普-4」：軽装甲機動車、81mm迫撃砲 L16
- 重迫撃砲中隊「22普-重」：120mm迫撃砲 RT

## 整備支援部隊
第22普通科連隊
- 第6後方支援連隊第2整備大隊第2普通科直接支援中隊「6後支-2整-2」（多賀城駐屯地）：2006年（平成18年）3月27日から2019年（平成31年）3月25日までの間。

第22即応機動連隊
- 第6後方支援連隊第2整備大隊即応機動直接支援中隊「6後支-2整-即」（多賀城駐屯地）：2019年（平成31年）3月26日から　第22即応機動連隊を支援。
- 第6後方支援連隊第2整備大隊即応機動直接支援中隊直接支援小隊（大和駐屯地）：2019年（平成31年）3月26日から　第22即応機動連隊機動戦闘車隊を支援。
  - 主要装備
    - 78式戦車回収車
    - 96式装輪装甲車
    - 軽装甲機動車
    - 重装輪回収車※第6後方支援連隊第1整備大隊火器車両中隊から管理替え
    - 重レッカー
    - 3 1/2tトラック / 73式大型トラック
    - 1/2tトラック / 73式小型トラック
    - 3 1/2tトラック（有蓋車） / 73式大型トラック（有蓋車）
    - 高機動車

## 主要幹部
| 官職名                                 | 階級    | 氏名     | 補職発令日     | 前職                  |
| -------------------------------------- | ------- | -------- | -------------- | --------------------- |
| 第22即応機動連隊長 兼 多賀城駐屯地司令 | 1等陸佐 | 山下正浩 | 2024年08月02日 | 第1空挺団本部高級幕僚 |

| 代                 | 氏名             | 在職期間                        | 前職                                              | 後職                                                |
| 第22普通科連隊長   | 第22普通科連隊長 | 第22普通科連隊長                | 第22普通科連隊長                                  | 第22普通科連隊長                                    |
| ------------------ | ---------------- | ------------------------------- | ------------------------------------------------- | --------------------------------------------------- |
| 01                 | 樋口六之助       | 1958年06月17日 - 1960年07月31日 | 第21普通科連隊付                                  | 東北方面監察隊長 兼 東北方面総監部監察課長          |
| 02                 | 谷口太郎         | 1960年08月01日 - 1962年03月15日 | 陸上自衛隊幹部学校教育部教官                      | 陸上自衛隊幹部学校学校教官                          |
| 03                 | 竹田津護作       | 1962年03月16日 - 1963年07月31日 | 陸上自衛隊幹部学校学校教官                        | 陸上幕僚監部第4部副部長                             |
| 04                 | 中山平八郎       | 1963年08月01日 - 1965年03月15日 | 陸上幕僚監部第3部研究班長                         | 東北方面総監部第3部長                               |
| 05                 | 布施谷力         | 1965年03月16日 - 1967年03月15日 | 東部方面総監部第2部長                             | 第4師団司令部幕僚長                                 |
| 06                 | 安田隆雄         | 1967年03月16日 - 1968年07月15日 | 陸上自衛隊幹部学校学校教官                        | 第13師団司令部幕僚長                                |
| 07                 | 南雲克郎         | 1968年07月16日 - 1970年07月15日 | 陸上自衛隊幹部学校学校教官                        | 自衛隊長野地方連絡部長                              |
| 08                 | 河野一敏         | 1970年07月16日 - 1972年03月15日 | 東北方面総監部第2部長                             | 第10師団司令部幕僚長                                |
| 09                 | 佐藤瑞           | 1972年03月16日 - 1974年07月15日 | 西部方面総監部第1部長                             | 東北方面総監部総務課勤務                            |
| 10                 | 馬郡道生         | 1974年07月16日 - 1976年03月15日 | 陸上幕僚監部付                                    | 陸上幕僚監部第5部学校班長                           |
| 11                 | 飯澤耕作         | 1976年03月16日 - 1977年07月31日 | 自衛隊山形地方連絡部長                            | 東北方面総監部監察官                                |
| 12                 | 黒田崧           | 1977年08月01日 - 1979年03月15日 | 陸上幕僚監部第1部勤務                             | 陸上自衛隊幹部学校研究員                            |
| 13                 | 枡康博           | 1979年03月16日 - 1980年07月31日 | 陸上幕僚監部防衛部防衛課 防衛班長                 | 第7師団司令部幕僚長                                 |
| 14                 | 野口有三         | 1980年08月01日 - 1983年03月15日 | 陸上幕僚監部調査部付                              | 西部方面総監部幕僚副長 （陸将補昇任）               |
| 15                 | 瀬戸昭           | 1983年03月16日 - 1985年08月07日 | 西部方面総監部人事部人事課長                      | 東北方面総監部総務部長                              |
| 16                 | 木家勝           | 1985年08月08日 - 1987年07月31日 | 北部方面総監部防衛部防衛課長                      | 北部方面総監部防衛部長                              |
| 17                 | 藤原利將         | 1987年08月01日 - 1989年06月29日 | 陸上幕僚監部監理部総務課 庶務班長                 | 陸上幕僚監部教育訓練部教育課長                      |
| 18                 | 小野寺平正       | 1989年06月30日 - 1991年07月31日 | 第12師団司令部第3部長                             | 北部方面総監部人事部長                              |
| 19                 | 佐々木達士       | 1991年08月01日 - 1993年03月23日 | 東部方面総監部防衛部訓練課長                      | 東北方面総監部防衛部長                              |
| 20                 | 清水明德         | 1993年03月24日 - 1995年06月29日 | 中部方面総監部防衛部防衛課長                      | 陸上幕僚監部総括副監察官                            |
| 21                 | 井岡久           | 1995年06月30日 - 1997年12月07日 | 陸上幕僚監部教育訓練部訓練課 訓練班長             | 陸上幕僚監部防衛部研究課長                          |
| 22                 | 内田益次郎       | 1997年12月08日 - 1998年12月07日 | 陸上自衛隊幹部学校学校教官                        | 陸上幕僚監部教育訓練部訓練課長                      |
| 23                 | 木﨑俊造         | 1998年12月08日 - 2000年06月29日 | 陸上幕僚監部防衛部防衛課防衛班長                  | 陸上幕僚監部人事部援護業務課長                      |
| 24                 | 上口信行         | 2000年06月30日 - 2002年12月01日 | 北部方面総監部防衛部訓練課長                      | 陸上自衛隊幹部候補生学校学生隊長                    |
| 25                 | 加藤誠           | 2002年12月02日 - 2005年07月31日 | 陸上自衛隊研究本部企画調整官                      | 自衛隊島根地方連絡部長                              |
| 26                 | 角南良児         | 2005年08月01日 - 2007年03月27日 | 陸上幕僚監部教育訓練部教育訓練課 訓練・演習班長   | 統合幕僚監部運用部運用第2課長                       |
| 27                 | 菅野茂           | 2007年03月28日 - 2009年07月31日 | 陸上幕僚監部人事部補任課 人事第2班長              | 陸上自衛隊研究本部研究員                            |
| 28                 | 國友昭           | 2009年08月01日 - 2012年03月22日 | 第13旅団司令部第3部長                             | 第12旅団司令部幕僚長                                |
| 29                 | 永田真一         | 2012年03月23日 - 2014年08月04日 | 北部方面総監部防衛部防衛課長                      | 陸上自衛隊研究本部主任研究開発官                    |
| 30                 | 松永幸二         | 2014年08月05日 - 2015年08月03日 | 陸上幕僚監部防衛部防衛課 業務計画班長             | 陸上幕僚監部防衛部防衛課長                          |
| 31                 | 二瓶惠司         | 2015年08月04日 - 2018年03月22日 | 陸上幕僚監部防衛部 情報通信・研究課情報通信室勤務 | 陸上幕僚監部人事教育部 人事教育計画課予備自衛官室長 |
| 未                 | 大場智覚         | 2018年03月23日 - 2019年03月25日 | 陸上幕僚監部人事教育部 募集・援護課総括班長       | 第22即応機動連隊長 兼 多賀城駐屯地司令              |
| 第22即応機動連隊長 |                  |                                 |                                                   |                                                     |
| 01                 | 大場智覚         | 2019年03月26日 - 2020年03月17日 | 第22普通科連隊長 兼 多賀城駐屯地司令              | 陸上幕僚監部人事教育部募集・援護課長                |
| 02                 | 石井伸幸         | 2020年03月18日 - 2022年07月31日 | 陸上総隊司令部情報部情報第2課長                   | 陸上総隊司令部情報部副部長                          |
| 03                 | 中本能久         | 2022年08月01日 - 2024年08月01日 | 陸上幕僚監部防衛部防衛課業務計画班長              | 統合幕僚監部運用部運用第2課長                       |
| 04                 | 山下正浩         | 2024年08月02日 -                | 第1空挺団本部高級幕僚                             |                                                     |

## 主要装備
- 16式機動戦闘車
- 96式装輪装甲車（A型・Ｂ型・Ⅱ型）
- 82式指揮通信車
- 軽装甲機動車
- 高機動車
- 1/2tトラック / 73式小型トラック
- 1 1/2tトラック / 73式中型トラック
- 3 1/2tトラック / 73式大型トラック
- 中型セミトレーラ
- 燃料タンク車
- 20式5.56mm小銃
- 5.56mm機関銃MINIMI（B型）
- H&K USP
- 84mm無反動砲
- 中距離多目的誘導弾
- 93式近距離地対空誘導弾（近SAM）
- 81mm迫撃砲 L16
- 120mm迫撃砲 RT
- 12.7mm 重機関銃
- 対人狙撃銃
- 96式40mm自動てき弾銃
- 110mm個人携帯対戦車弾

## 廃止（改編）部隊
第22普通科連隊時から記述。
- 2006年（平成18年）3月26日廃止
  - 第22普通科連隊本部管理中隊管理整備小隊「22普-本」（多賀城駐屯地）：整備部門を第6後方支援連隊第2整備大隊第2普通科直接支援中隊へ移管。
- 2018年（平成30年）3月26日廃止
  - 第22普通科連隊対戦車中隊「22普-対戦」（多賀城駐屯地）：第22普通科連隊本部管理中隊対戦車小隊に改編。

- 2019年（平成31年）3月25日廃止
  - 第22普通科連隊第4普通科中隊「22普-4」（多賀城駐屯地）：
  - 第22普通科連隊重迫撃砲中隊「22普-重」（多賀城駐屯地）：